# هاردرت
هاردرت (به آلمانی: Hardert) یک شهر در آلمان است که در Neuwied واقع شده‌است. هاردرت ۸۵۴ نفر جمعیت دارد.